# Шешковский, Степан Иванович
Степа́н Ива́нович Шешковский (20 ноября [1 декабря] 1727, Санкт-Петербург, Российская империя — 12 [23] мая 1794, Санкт-Петербург, Российская империя) — руководитель российской политической полиции (Тайной экспедиции) в течение 30 лет (с 1764 года). Доверенное лицо Екатерины II: тайный советник, состоявший «при особо порученных от её императорского величества делах».

## Биография
Степан Иванович Шешковский родился 20 ноября (1 декабря) 1727 года в Санкт-Петербурге, где его отец Иван Емельянович Шешковский (1691—1767) в то время служил канцеляристом в Правительствующем сенате. В ранние детские годы отец Шешковского стал обучать его грамоте; когда же в мае 1736 года последовал Высочайший указ, чтобы «офицерам, дворянским и против всякого звания служилым и подьяческим детям от семи лет и выше, явиться в Санкт-Петербурге у герольдмейстера и малолетних записывать в школы и обучать грамоте и прочим наукам, кто к чему охоту возымеет», то Шешковский был отправлен в коллегию экономии для определения в греко-латинскую школу, и как умевший уже читать и писать, обучался латинскому языку. В следующем году большой пожар уничтожил строения греко-латинской школы и занятия были прекращены на довольно большой срок, а ещё через год Шешковский был определён на службу в Сибирский приказ в число приказных недорослей.
В 1740 году Шешковский находился «при делах в Тайной канцелярии». Впрочем, два года спустя он снова числится копиистом Сибирского приказа, так что следует предположить, что вышеупомянутое нахождение при делах Тайной канцелярии было лишь временной командировкой. Однако служить в Сибирском приказе в канцелярии набора драгунских лошадей Шешковский не желал и 10 (21) февраля 1743 года он скрылся, уехав самовольно в Петербург. Узнав об этом, его начальство было сильно встревожено и принялось энергично его разыскивать.
Между тем в Петербурге Шешковский подготовил себе перевод в московскую контору тайных розыскных дел, состоявшийся в конце того же 1743 года, а затем возвратился в Москву. Сумев понравиться назначенному в Тайную канцелярию графу Александру Шувалову, он быстро продвинулся по службе. В 1748 году он был уже подканцеляристом московской конторы тайных розыскных дел, затем перебрался в Петербург, где вскоре занял должность архивариуса Тайной канцелярии. В 1754 году по представлению графа Шувалова Сенат назначает Шешковского протоколистом той же канцелярии. Наконец ещё три года спустя «за добропорядочные его при важных делах поступки и примерные труды» он был назначен секретарём в Тайную канцелярию императрицей Елизаветой Петровной по личному докладу графа Александра Шувалова.

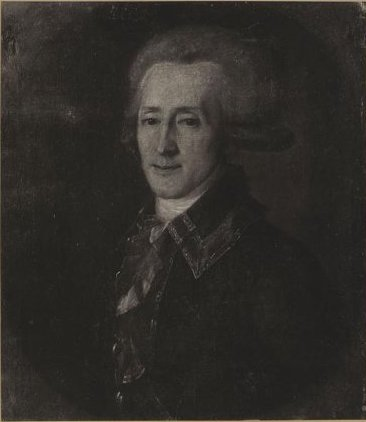
Портрет Шешковского в молодости, фотография 1900-х

Прослужив секретарем Тайной канцелярии до уничтожения её Петром III 7 (18) февраля, Шешковский за это время успел приобрести настолько сильные связи, что даже самое уничтожение Тайной канцелярии послужило лишь ему на пользу — он был назначен секретарем Сената. Императрица Екатерина II, хотя и подтвердила по вступлении своем на престол указ об уничтожении Тайной канцелярии, но вслед за тем, без всякого указа, при Сенате возникла тайная экспедиция, ничем не уступавшая Тайной канцелярии. Приобретя уже давно репутацию ловкого сыщика, способного к тайным розыскам, Шешковский оказался весьма нужным человеком в первые годы царствования императрицы Екатерины II, когда возникло множество дел, требовавших услуг именно таких людей. Все это дало ему возможность вскоре сделаться известным самой императрице, которая и стала поручать ему производить розыски по важнейшим делам. Так в 1763 году он находился при допросе Арсения Мацеевича, производившемся в присутствии самой Екатерины, графа Орлова и генерал-прокурора Глебова. В следующем году он производил розыски по делу Мировича и за выказанные им в этом деле заслуги был произведен в надворные советники. Продолжая числиться в 1 департаменте Правительствующего сената, Шешковский, кажется, с самого возникновения тайной экспедиции состоял при ней.
Произведённый в 1767 году в коллежские советники, Шешковский в то время уже занимал должность обер-секретаря Правительствующего сената и был вообще на виду, причем императрица Екатерина II настолько хорошо была осведомлена о его способностях и деятельности, что отзывалась о нём, как о чиновнике, имеющем «особливый дар производить следственные дела», почему после поимки Емельяна Пугачёва писала генерал-майору Павлу Потёмкину, что отправляет к нему в Москву Шешковского, «который особливый дар имеет с простыми людьми и всегда весьма удачно разбирал и до точности доводил труднейшие разбирательства». Отправившись в начале октября 1774 года в Москву, Шешковский явился там князю Михаилу Волконскому, причём последний передал ему собственноручное письмо императрицы, заключавшее вероятно наставления к ведению предстоящего следствия. Как только привезли Пугачева (5 [16] ноября того же года) в Москву, Шешковскому тотчас же пришлось приступить к делу. Работа осложнялась особенно тем, что императрица Екатерина II непременно требовала, чтобы Пугачёв был расспрошен «от дня рождения его», и чтобы было произведено в ясность и «досконально узнаны все кроющиеся плутни, от кого родились и кем производимы и вымышлены были». По свидетельству князя Волконского Шешковский «писал день и ночь злодеев историю», и в середине декабря следствие было окончено. Императрица осталась вполне довольна произведённым следствием, и главный следователь Шешковский за свои труды в награду был произведён 8 (19) декабря 1775 год в статские советники. По свидетельству современников Шешковский вместе со священником сопровождал Пугачёва к месту казни.
Не успев отдохнуть от работы во время следствия по Пугачёвскому делу, Шешковский вскоре вынужден был снова приняться за следствие. На этот раз порученное ему для расследование дело, хотя и не имело никакого политического интереса, но зато лично касалось Екатерины, а потому и считалось весьма важным. Оно заключалось в том, что в Петербурге стали появляться на императрицу карикатуры и пасквили. Шешковскому поручено было во что бы то ни стало разыскать их автора. В это время у Шешковского в руках перебывало несколько придворных дам, причём некоторые из них, как, например, фрейлина графиня А. А. Эльмпт и графиня Е. П. Бутурлина были допрошены с пристрастием. Затем Шешковскому было поручено «слегка телесно наказать» генерал-майоршу M. Д. Кожину и произвести розыски ещё по некоторым делам, что ещё более приблизило его к Екатерине II, и 1 января 1781 года она пожаловала его в действительные статские советники и сделала почти независимым от генерал-прокурора. Из других известных дел конца царствования Екатерины II, которые поручались Шешковскому, была командировка в 1784 году в Москву для допроса Натальи Пассек, просившей императрицу выслушать от неё очень важное дело. Затем в 1788 году он производил следствие по доносу на иркутского наместника Якобия. В этом деле Шешковский почему-то старался обвинить Якобия, и последний был оправдан лишь благодаря энергичному заступничеству Гавриила Державина. Наконец, в 1789 году он допрашивал Александра Радищева, в следующем году производил следствие по делу секретаря государственной Коллегии иностранных дел надворного советника Вальца, обвинявшегося в сношениях с иностранными министрами, а ещё через год производил следствие по делу Николая Новикова и студентов Невзорова и Колокольникова.
Все эти дела давали возможность Шешковскому отличиться пред Екатериной II, и последняя щедро награждала его труды по тайной экспедиции и пожаловала ему орден Святого Владимира 2-й степени, а в 1791 году произвела в тайные советники. Последней для него наградой императрицы была пожалованная ему пенсия по 2000 рублей в год.
Вообще положение Шешковского при дворе было настолько влиятельное, что многие высшие государственные сановники нередко заискивали перед ним, добивались его дружбы. Зато люди независимые и смелые относились к нему с нескрываемым презрением. Так, обычным приветствием Потемкина Шешковскому был вопрос: «Каково кнутобойничаешь, Степан Иванович?», — на что последний отвечал с присущим ему подобострастием: «Помаленечку, ваша светлость!».
Сохранились рассказы о том, что Шешковскому приходилось не только подвергать пыткам других, но и самому в молодые годы терпеть побои и порки. Так, А. Н. Соковнин утверждает, что Шешковский, будучи однажды пойман кадетами пажеского корпуса, был ими немилосердно высечен. Ещё чаще, конечно, доставалось Шешковскому от отдельных смельчаков, которые, поймав его где-либо в укромном уголке, не раз сторицей воздавали ему за всё испытанное в его застенке.
Но зато там, где он чувствовал свою силу, Шешковский умел наводить страх. Одно его имя нередко пугало арестованных. Радищев, например, арестованный за своё сочинение «Путешествие из Петербурга в Москву» и привезённый к главнокомандующему в Петербурге графу Якову Брюсу, когда услышал, что туда же явился человек «от Шешковского», то при одном упоминании этой фамилии упал в обморок. Также он вёл в 1791 г. дело драматурга Княжнина.
Шешковский скончался в Санкт-Петербурге 12 (23) мая 1794 года. Тело его погребено на кладбище Александро-Невской лавры. Два месяца спустя после его смерти генерал-прокурор Александр Самойлов уведомил вдову его, что её императорское величество, помня ревностную службу покойного супруга её, высочайшую свою милость соизволила продлить и на оставшееся его семейство, всемилостивейше повелела выдать ей с детьми 10 000 рублей. Сын его Иван Степанович (1763—1818) вышел в отставку в чине бригадира, покоится рядом с отцом.

## Художественный образ
- Фильм «Царская охота» (1990) — Александр Романцов;
- Сериал «Екатерина» («Взлёт», «Самозванцы» и «Фавориты») — Михаил Горевой
- Сериал «Казанова в России. Тайная миссия» — Сергей Баталов
- Сериал «Павел. Первый и последний» — Владимир Храбров

## Семья
Жена — Алёна Петровна (ум. 7 августа 1805 года)
- дочь — Мария Степановна, замужем за тайным советником, сенатором и кавалером Митусовым[2]
- сын — Иван Степанович (1763—1818)